# Clematis multistriata
Clematis multistriata är en ranunkelväxtart som beskrevs av Hj. Eichl.. Clematis multistriata ingår i släktet klematisar, och familjen ranunkelväxter. Inga underarter finns listade i Catalogue of Life.